# Psaenythia personata
Psaenythia personata är en biart som beskrevs av Holmberg 1921. Psaenythia personata ingår i släktet Psaenythia och familjen grävbin. Inga underarter finns listade i Catalogue of Life.